# Tegnefilmsdubber
Tegnefilmsdubber er betegnelsen for en person, der lægger stemmer til karakterer på f.eks. tegnefilm, animerede film- og tv.serier og videospil samt lægger stemmer til radio- og fjernsynsreklamer, radioteater, synkroniserede film og dukketeater. Andre betegnelser er også voice actor.